# Hórreo Casa Estanquero (Orbaiceta)

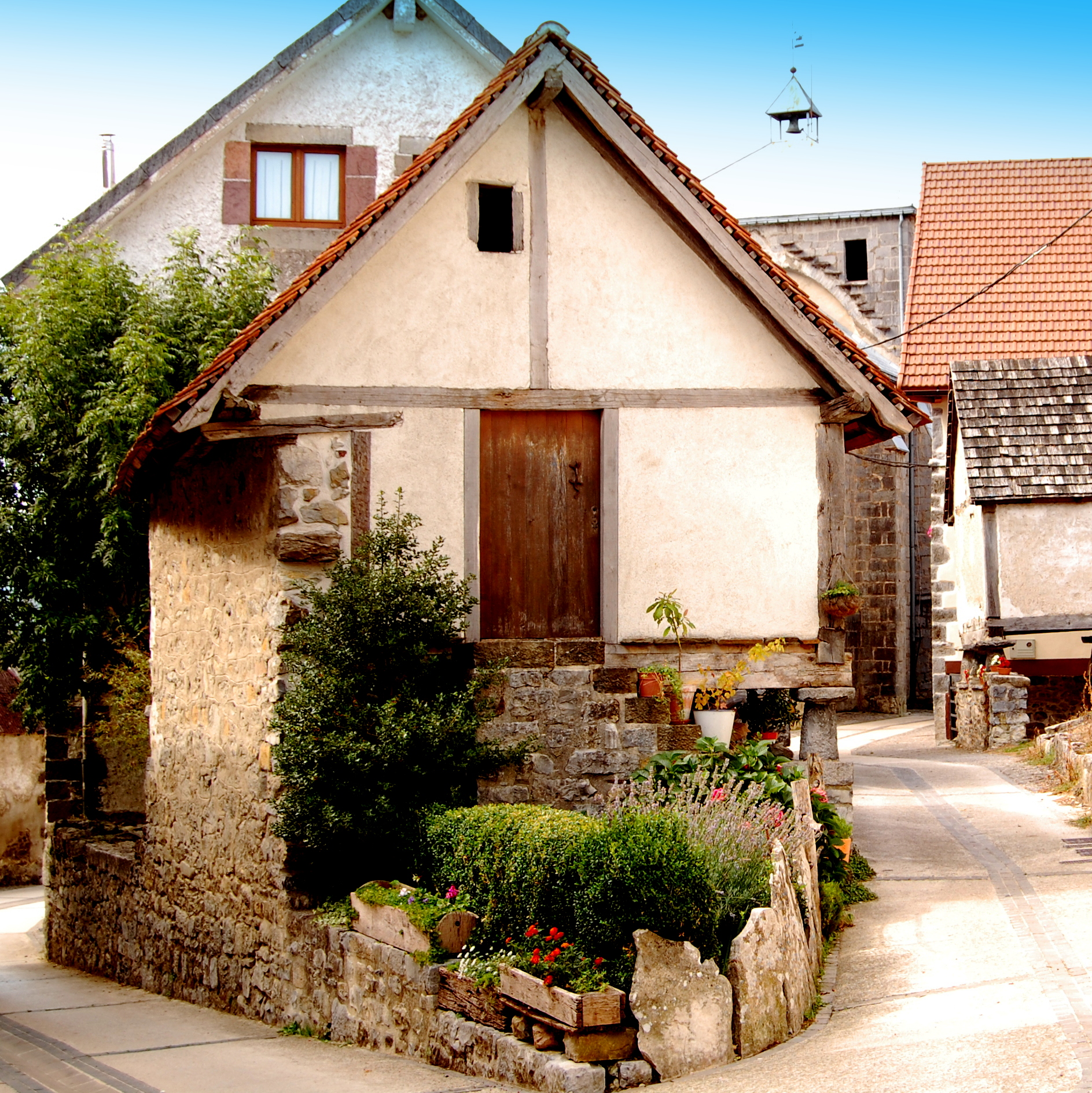
Hórreo Casa Estanquero in Orbaiceta

Der Hórreo Casa Estanquero in Orbaiceta, einer spanischen Gemeinde in der Autonomen Gemeinschaft Navarra, wurde 1869 errichtet. Der Hórreo ist seit 1993 ein geschütztes Kulturdenkmal (Bien de Interés Cultural). 
Der Hórreo in Fachwerkbauweise ist ein schlichter, verputzter Bau mit Satteldach.